# Andrena floridula
Andrena floridula är en biart som beskrevs av Smith 1878. Andrena floridula ingår i släktet sandbin, och familjen grävbin. Inga underarter finns listade i Catalogue of Life.